# Iskandarovita
La iskandarovita és un mineral de la classe dels sulfats.

## Característiques
La iskandarovita és un sulfat de fórmula química Sb₆O₇(SO₄)₂, químicament similar tant a la coquandita com a la klebelsbergita. Va ser aprovada com a espècie vàlida per l'Associació Mineralògica Internacional l'any 2022, i encara resta pendent de publicació. Cristal·litza en el sistema ortoròmbic.

## Formació i jaciments
Va ser descoberta al lloc considerat com la localitat tipus de l'ermakovita, a Ravat Kishlak, dins el districte d'Ayni (Província de Sughd, Tadjikistan). Aquest indret és l'únic a tot el planeta on ha estat descrita aquesta espècie mineral.